# Dominikanerkloster Friesach

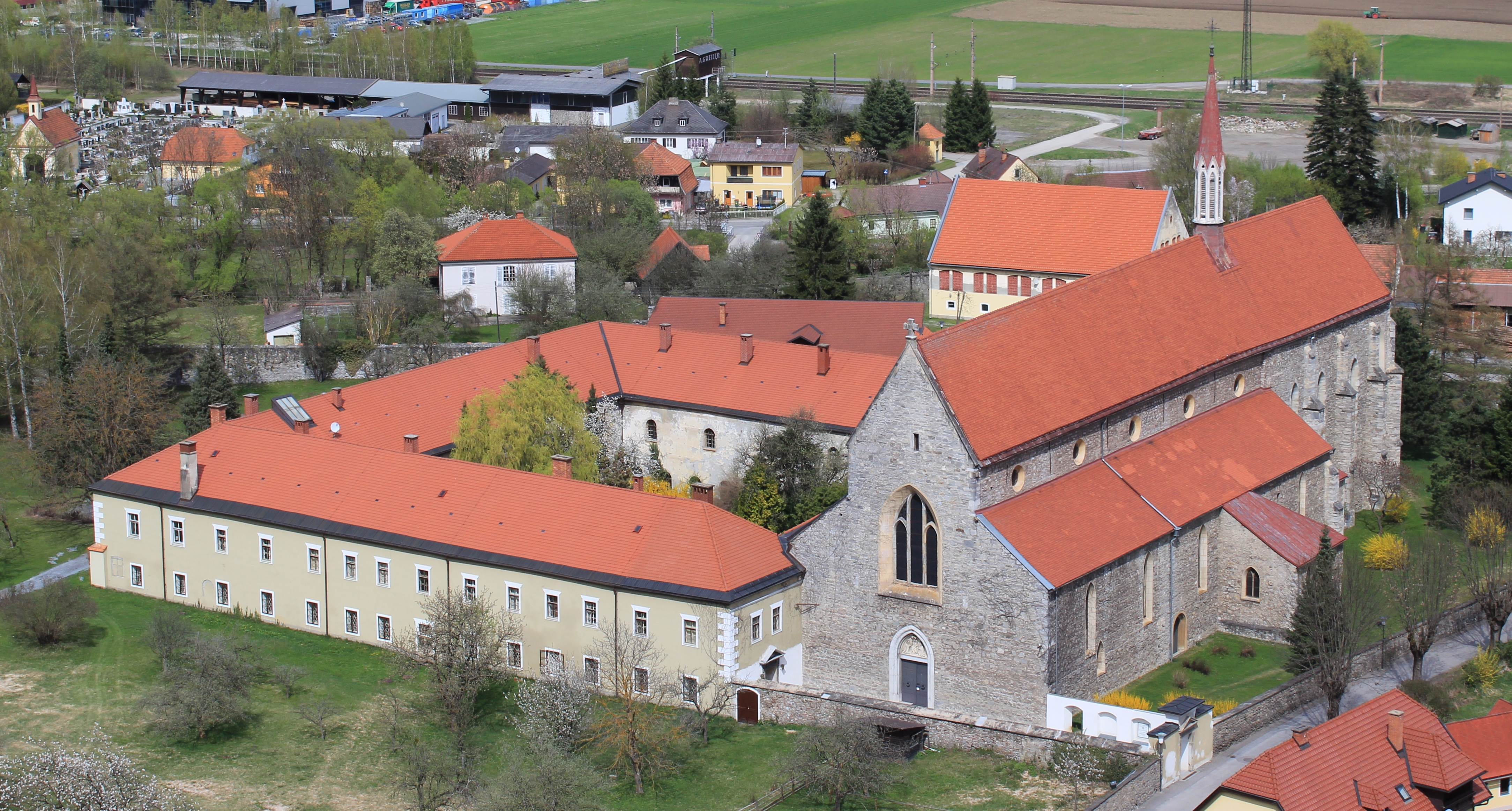
Dominikanerkloster Friesach

Das Dominikanerkloster Friesach steht außerhalb der heutigen Stadtmauern im Norden von Friesach.

## Geschichte
1216 gründete Hyazinth von Polen in Friesach die erste Niederlassung des Dominikanerordens im deutschsprachigen Raum. Das Kloster befand sich im sogenannten Sack neben der Heiligblutkirche im Süden der Stadt. Auf Anordnung des Erzbischofs Philipp von Spanheim erfolgte 1255 ein Neubau an der heutigen Stelle außerhalb der alten Stadtmauern. 1264 weihte Bischof Dietrich II. von Gurk eine Allerheiligenkapelle.
Das Kloster wurde 1637 durch einen Brand schwer beschädigt.
Wegen der soliden wirtschaftlichen Basis und der Schul- und Seelsorgetätigkeit entging das Kloster zwar noch der Auflösung im Zuge der Josephinischen Reformen, es wurde aber schon 1797, in der Zeit der napoleonischen Besetzung Kärntens, aufgehoben. Das Gebäude diente nunmehr als Arsenal und Militärspital. Mitte des 19. Jahrhunderts war die Anlage in einem ruinösen Zustand. 1889 kehrten die Dominikaner nach Friesach zurück und errichteten 1892 wieder eine formale Niederlassung des Ordens.
Ende 2015 wurde der Verkauf von Kloster und Kirche bekanntgegeben. Das Kloster wurde von einer Trachtenmanufaktur, die ihre Werkstätten bereits zuvor im Kloster hatte, gekauft. Der Käufer der Kirche wurde noch nicht bekanntgegeben.

## Baubeschreibung
Das Kloster wurde großteils 1673 erbaut. Es ist eine zweigeschoßige Anlage um einen quadratischen Innenhof. Das Portal an der Südseite mit einem Wappen ist mit 1691 datiert. Im Ostflügel des Kreuzgangs befindet sich der frühgotische Kapitelsaaleingang mit einem profilierten Spitzbogenportal und zwei seitlichen, dreiteiligen Fenstergruppen aus der zweiten Hälfte des 13. Jahrhunderts. Das barocke Refektorium liegt im Nordtrakt. In der Nordwestecke des Kreuzganges ist ein Wandbild mit der Darstellung der Kreuzigung Jesu in einer Ädikularahmung mit gewundenen Säulen, entstanden um 1670.

## Ausstattung
Über dem Altar der Hauskapelle ist eine barocke Kreuzigungsgruppe mit den Assistenzfiguren Dominikus und Katharina von Siena angebracht. Zur weiteren Ausstattung der Kapelle zählen eine um 1370 geschnitzte Figur des Petrus Martyr und eine Statuette von Johannes dem Täufer. In der Klausur wird eine Pietà aus Holz vom Ende des 14. Jahrhunderts aufbewahrt. Im Priorat befindet sich eine Schnitzfigur des heiligen Paulus aus dem zweiten Viertel des 15. Jahrhunderts und ein überarbeitetes, geschnitztes Vesperbild aus dem 16. Jahrhundert.

## Grabdenkmäler
Im Kreuzgang befinden sich folgende Grabdenkmäler:
- Uolbrecht von Liebenberg (Limberg), zweite Hälfte des 13. Jahrhunderts.
- Pilgrim Cellarius († 1276)
- Uolrich von Grades, Sohn des Pilgrim († 1327) und Pilgrim, zweiter Sohn des Pilgrims († 1330)
- Friedrich von Eberstein († 1324)
- Gottfried von Trixen († 1284)
- Heinrich Silberberg von Silbereck († 1416)
- Gambrecht (?) von Silberberg († 1461)
- eine Wappengrabplatte von 1488
- Ulrich Weig (um 1500)
- Christof von Silberberg († 1505)
- Marx von Staudach († 1544)
- Amelia Peuscher zu Leonstein († 1559)